# (21893) 1999 VL4
(21893) 1999 VL4 est un astéroïde aréocroiseur découvert en 1999.

## Description
(21893) 1999 VL4 a été découvert le 1er novembre 1999 à la Station Catalina, un observatoire astronomique situé dans les Monts Santa Catalina à environ 29 kilomètres au nord-est de Tucson dans l'Arizona, par le projet Catalina Sky Survey.

### Caractéristiques orbitales
L'orbite de cet astéroïde est caractérisée par un demi-grand axe de 2,36 UA, un périhélie de 1,48 UA, une excentricité de 0,37 et une inclinaison de 2,93° par rapport à l'écliptique. Du fait de ces caractéristiques, à savoir un demi-grand axe inférieur à 3,2 UA et un périhélie compris entre 1,3 et 1,666 UA, il croise l'orbite de Mars et est classé, selon la JPL Small-Body Database, comme astéroïde aréocroiseur (aréo venant de Arès).

### Caractéristiques physiques
(21893) 1999 VL4 a une magnitude absolue (H) de 14,7 et un albédo estimé à 0,071.